# Reprezentacja Łotwy w koszykówce kobiet
Reprezentacja Łotwy w koszykówce kobiet - drużyna, która reprezentuje Łotwę w koszykówce kobiet. Za jej funkcjonowanie odpowiedzialny jest Łotewski Związek Koszykówki. 5 razy brała udział w Mistrzostwach Europy i raz w Igrzyskach Olimpijskich.